# 1554 a tudományban
Az 1554. év a tudományban és a technikában.

## Halálozások
- február 21. – Hieronymus Bock német botanikus, orvos (* 1498)
- szeptember 22. – Francisco Vásquez de Coronado spanyol konkvisztádor (* 1510)